# Spermophorides hierroensis
Spermophorides hierroensis là một loài nhện trong họ Pholcidae. Loài này có ở quần đảo Canaria.